# Útěchovice (Hamr na Jezeře)
Útěchovice (něm. Audishorn) jsou malá vesnice, část obce Hamr na Jezeře v okrese Česká Lípa. Nachází se necelý 1 km severně od Hamru na Jezeře. Je zde evidováno 32 adres. Trvale zde žije 23 obyvatel.
Útěchovice leží v katastrálním území Hamr na Jezeře o výměře 11,61 km2.

## Historie
Ves vznikla zřejmě ve 13. století. Z roku 1322 pochází první písemná zmínka, kde je zmíněn významný rod Blektové z Útěchovic a Mikuláš z Útěchovic. Blektové z Útěchovic sídlili v tzv. Útěchovické tvrzi, jejíž zbytky se dochovaly v areálu usedlosti na katastru sousedního Břevniště. Rod vlastnil řadu statků vč. útěchovického po celých severních Čechách a dokonce jim patřil jistou dobu i zámek v Dětenicích, kde je v jedné z místností namalován rodový erb Blektů z Útěchovic. Rodový erb Blektů z Útěchovic je v keramické podobě uchován na obecním úřadu v Hamru na Jezeře a dále je u útěchovické kaple vystavena replika, kterou sem nechali umístit zdejší občané. Rod Blektů z Útěchovic (původně z Utěchovic) měl ve erbu červeno-zlatě polcený štít se dvěma krokvemi opačných barev. Tento motiv se dnes uchovává v symbolech obcí a měst, kde Blektové působili (např. Velký Valtinov, Brniště).
V roce 1444 byla vesnice vypálena žitavským vojskem, které rovněž dobylo hrad Sloup na Novoborsku a obléhalo též hrad Děvín u Hamru na Jezeře. Vesnice Útěchovice byla však brzy obnovena.
Z roku 1512 je listina, která dosvědčuje nového vlastníka Děvína, Útěchovic a celého okolí, Jana z Vartenberka. Vesnice byla poté uváděna jako součást panství Děvín. Kolem roku 1550 část vsi patřila Karlovi z Biberštejna, zbytek parku příslušníkům rodu Berků z Dubé, později se celé vsi ujal zmiňovaný Karel, který ji pronajímal Blektům. V dalších letech se vlastníci střídali a po roce 1658 byla připojena natrvalo k mimoňskému panství.

## Pamětihodnosti
V centru vesnice naproti kapli se nachází památkově chráněný areál bývalého zemědělského dvora. Z původních staveb se zde dochovaly jen nepatrné zbytky. Největší obytná budova, která byla hlavním předmětem památkové ochrany, v druhé polovině 20. století zchátrala a posléze se zřítila. Posléze byla na počátku 21. století nahrazena replikou, připomínající její někdejší podobu. Kaple je v soukromém vlastnictví a není památkově chráněná.

## Galerie

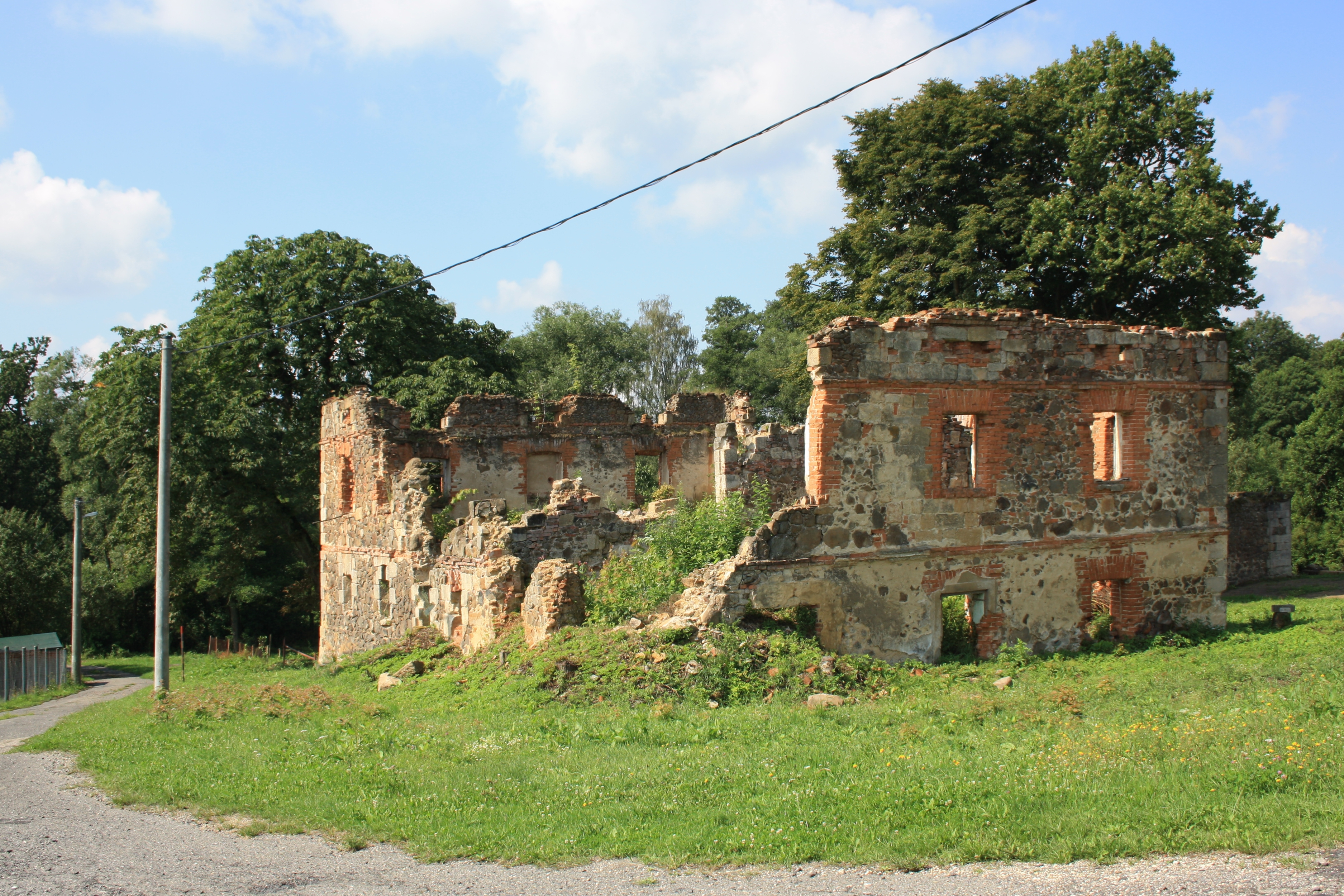
Ruiny zemědělského dvora v roce 2010
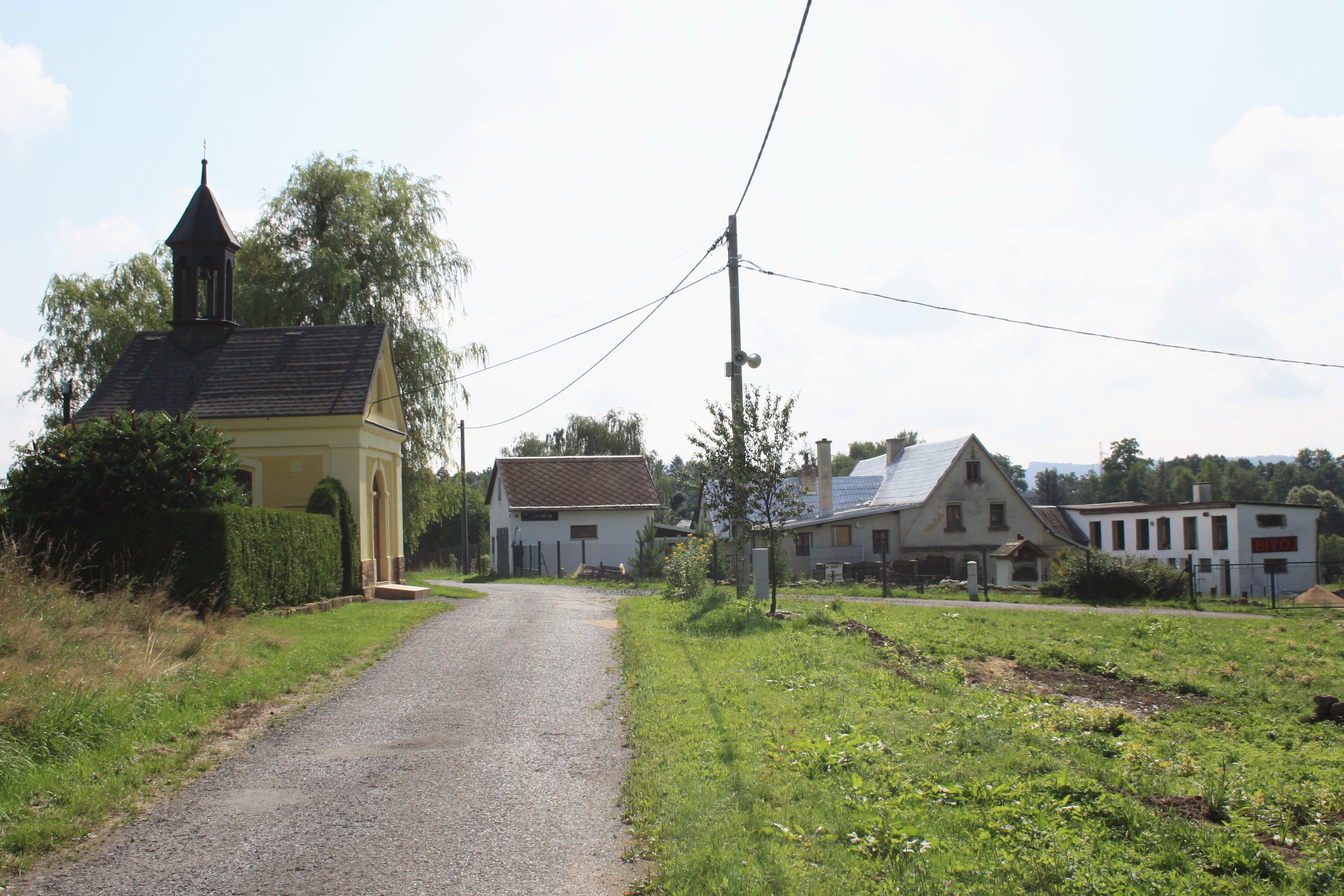
Kaple a domy v centru vesnice
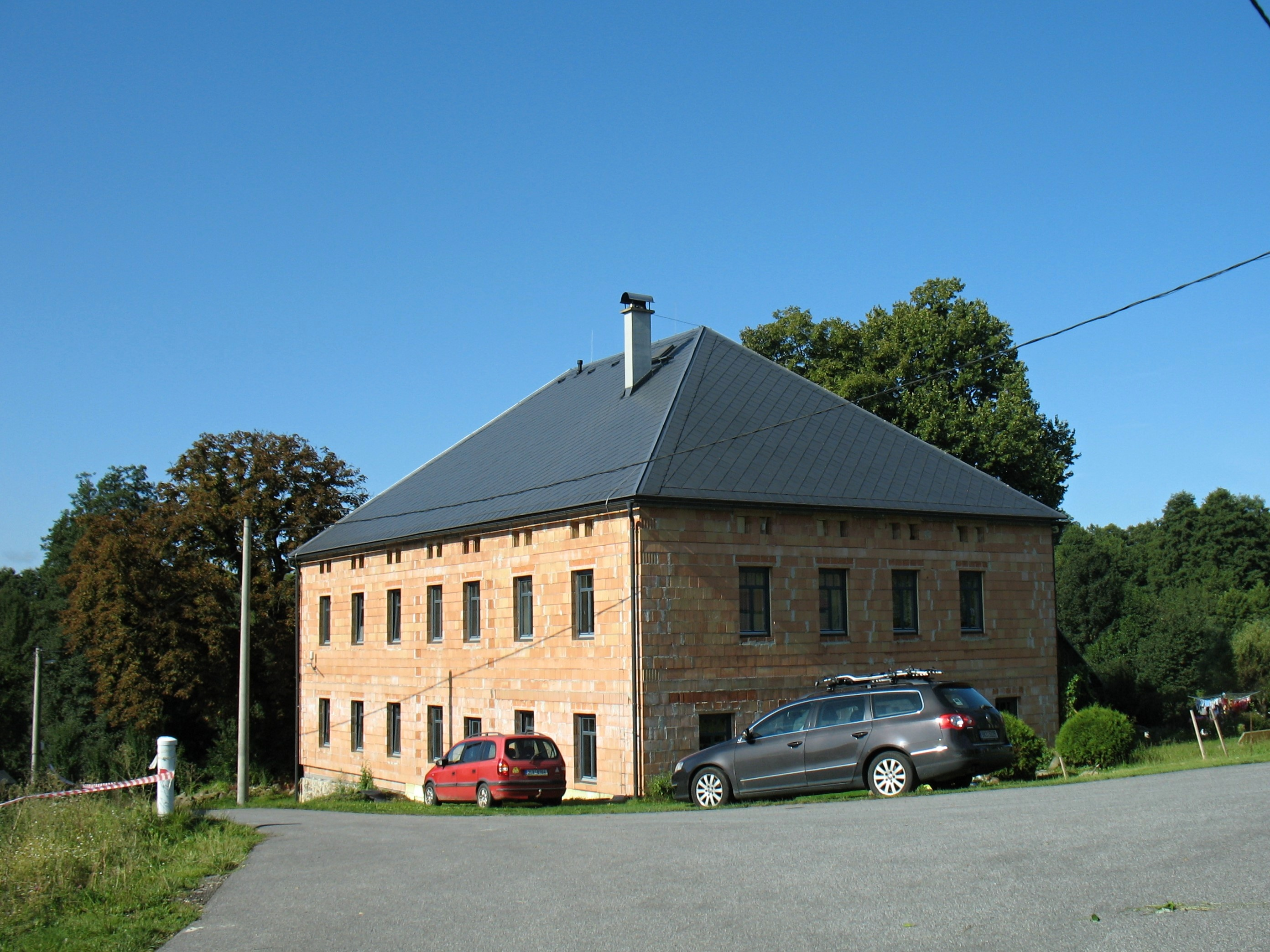
Replika zemědělské usedlosti (rok 2021)
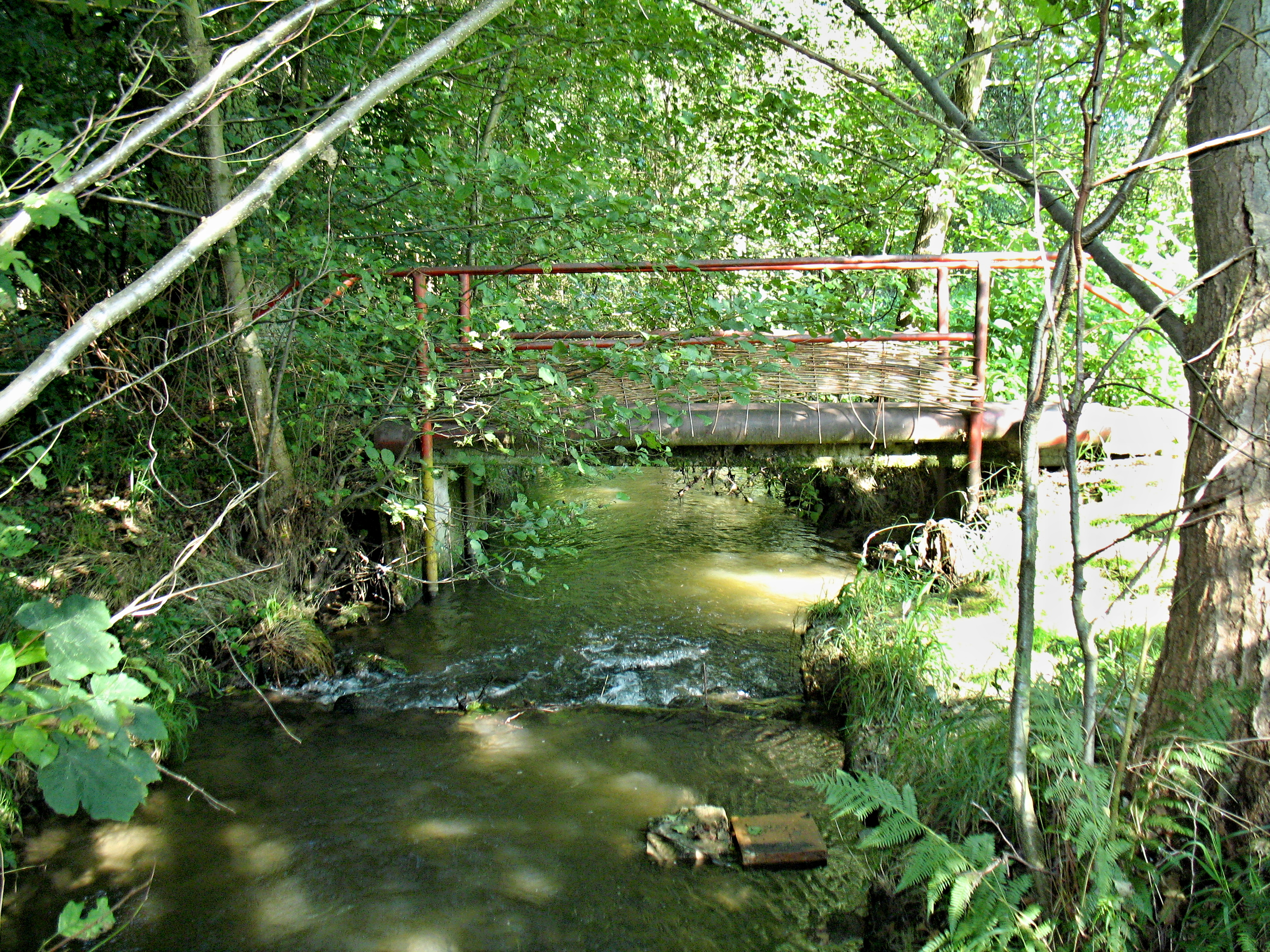
Hamerská strouha, rameno řeky Ploučnice
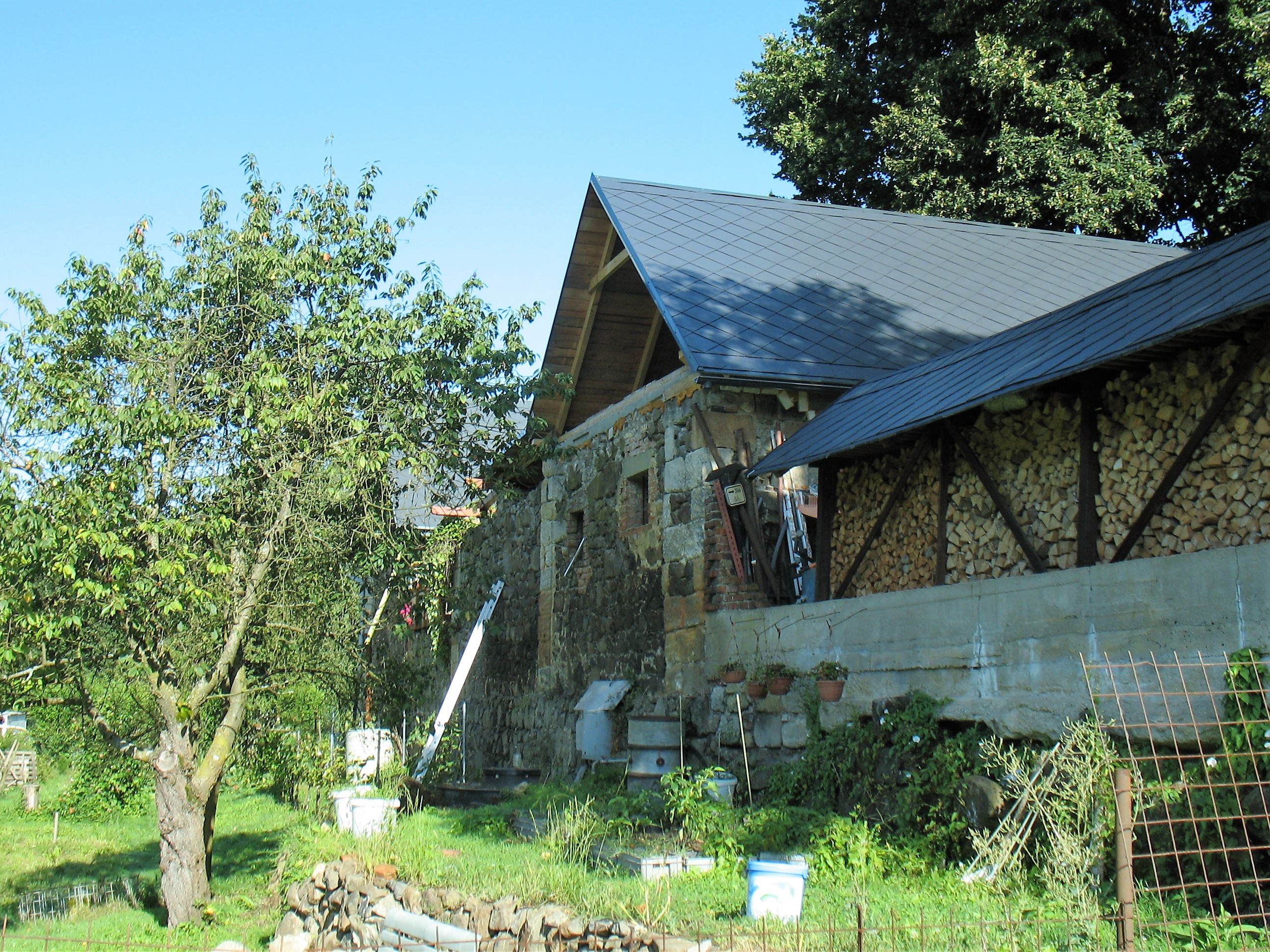
Budovy statku se zbytky starého zdiva
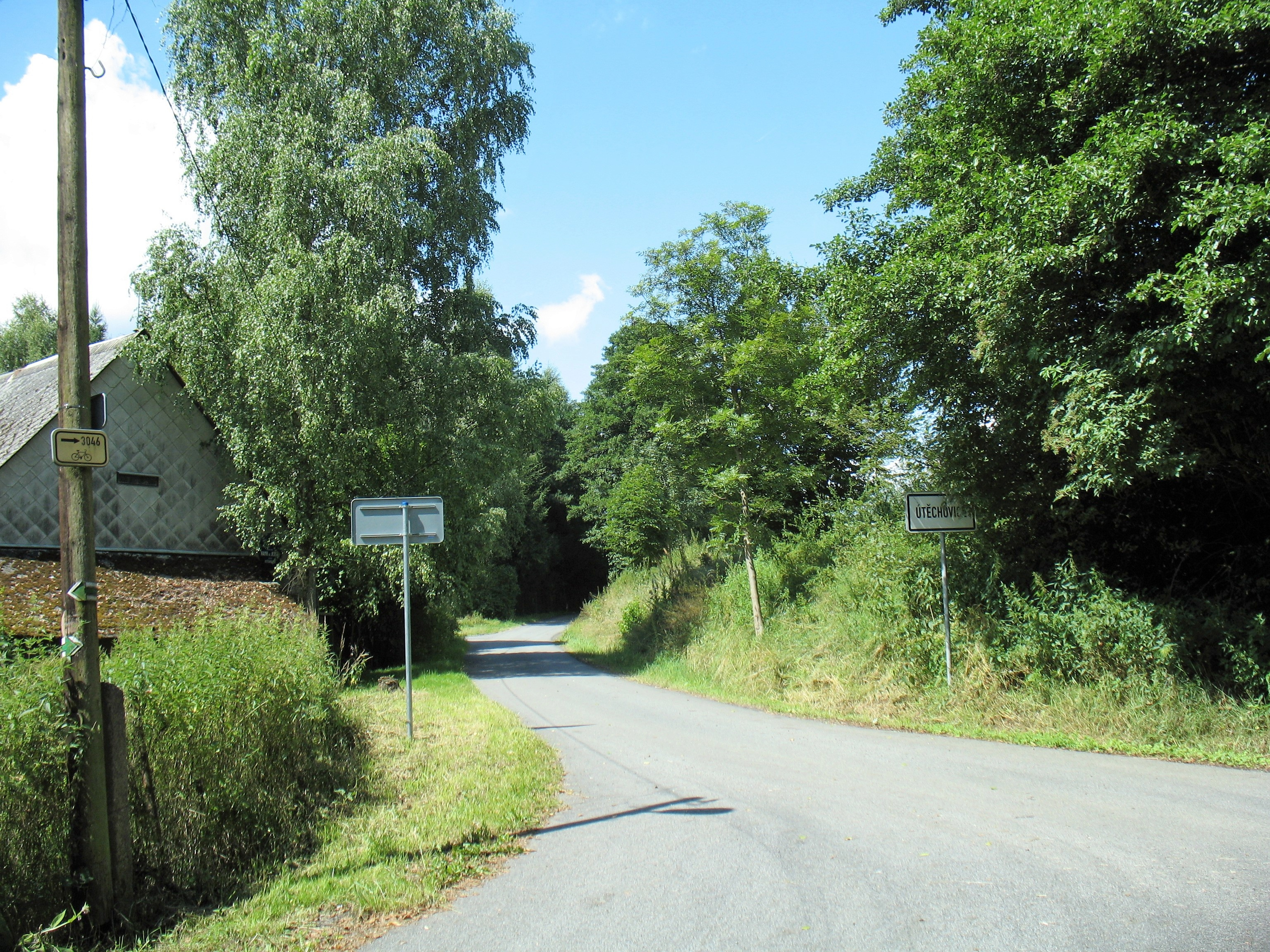
Vjezd do vesnice od východu